# Злотники (Поддембицький повіт)
Злотники (пол. Złotniki, нім. Güldenstein) — село в Польщі, у гміні Далікув Поддембицького повіту Лодзинського воєводства.
Населення — 226 осіб (2011).
У 1975-1998 роках село належало до Серадзького воєводства.

## Демографія
Демографічна структура станом на 31 березня 2011 року:
|          | Загалом | Допрацездатний вік | Працездатний вік | Постпрацездатний вік |
| -------- | ------- | ------------------ | ---------------- | -------------------- |
| Чоловіки | 117     | 30                 | 73               | 14                   |
| Жінки    | 109     | 33                 | 50               | 26                   |
| Разом    | 226     | 63                 | 123              | 40                   |